# NAVTEX

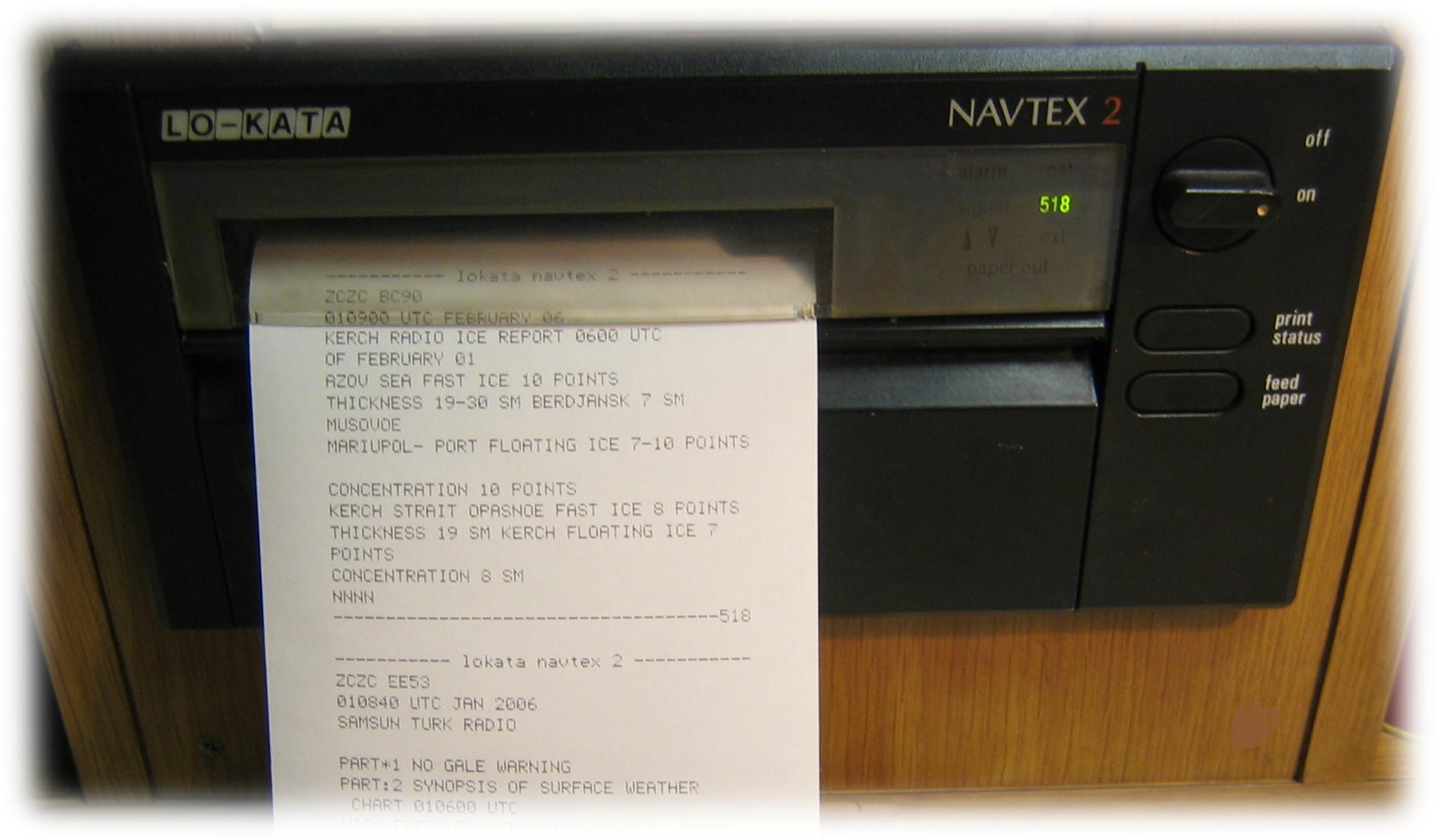
Navegador NAVTEX.

NAVTEX (del inglés NAVigational TEXt Messages) es un aparato electrónico que permite recibir información sobre el estado del tiempo, alertas meteorológicas, información de mareas, zonas de navegación restringida, etc.
Es un servicio automatizado, que tiene por objeto la difusión de radioavisos náuticos, como así mismo, llevar información meteorológica y cualquier otra de carácter urgente dirigida a los buques.
Se caracteriza este sistema por ser un medio económico, sencillo y automático de recibir información sobre seguridad marítima en los buques que naveguen en alta mar o en aguas costeras.
Son las estaciones costeras de radio dependientes de las Autoridades Marítimas locales las encargadas de transmitir la información.
El sistema NAVTEX es un servicio internacional de telegrafía de impresión directa para la difusión a los buques de avisos náuticos, boletines meteorológicos y de información urgente de seguridad marítima relativa a las aguas costeras hasta 400 millas de la costa.
También transmite pronósticos meteorológicos de rutina y todos los avisos de temporal. El sistema NAVTEX usa una sola frecuencia (518 kHz) en todo el mundo, para la transmisión de mensajes en inglés. Existen también transmisiones que usan la banda de 490 kHz para transmisiones locales en lengua local. También se usa la banda de HF de 4209.5 kHz para transmisiones de información de seguridad marina (MSI), por ejemplo en zonas de navegación tropical, aunque su uso no es habitual.

La interferencia mutua se evita limitando la potencia del transmisor a la necesaria para alcanzar los límites de la zona asignada y distribuyendo el tiempo de uso de la frecuencia. El sistema NAVTEX está integrado dentro del Sistema Mundial de Socorro y Seguridad Marítima (SMSSM / GMDSS).

Principales características del NAVTEX
1. El NAVTEX envía mensajes a las determinadas estaciones, para que los reenvíen a su determinada NAVAREA.
2. La potencia de cada transmisor es regulada para reducir el riesgo de interferencia entre los transmisores.
3. El receptor de NAVTEX permite seleccionar los mensajes a imprimir, a menos que sean avisos náuticos o meteorológicos o anuncios respecto a operaciones de búsqueda y socorro, los cuales se imprimen automáticamente.
4. El buque puede seleccionar desde qué transmisor recibir los mensajes, pasando así a tener los informes de la zona donde navega o navegará.
5. En la medida de lo posible, la frecuencia de transmisión debe mantenerse libre por el mayor porcentaje de tiempo posible, para permitir el envío inmediato de información vital, entre ella: información de búsqueda, rescate, alertas, entre otros.

 Carácter de Identificación del Transmisor B1 
El carácter de identificación del transmisor B1 es una determinada letra localizada en cada transmisor, y es utilizada para identificar la estación base aceptada por el receptor NAVTEX. El tiempo de transmisión también es determinado por ese número.
Para prevenir la recepción de mensajes erróneos desde dos estaciones que tengan el mismo B1, es necesario que las estaciones tengan una gran separación geográfica. Los transmisores NAVTEX tienen un rango de diseño máximo de 400 millas náuticas. La distancia mínima entre dos transmisores con el mismo B1, debe ser tal que no permita al receptor estar en dos rangos de transmisión al mismo tiempo.

## Decodificador del NAVTEX
- http://www.dxsoft.com/en/products/seatty/ (PC/comercial)
- http://www.frisnit.com/navtex/ (PC/Mac(Java)/libre)
- http://www.winradio.com/home/ads-navtex.htm (PC/comercial)
- http://www.blackcatsystems.com/software/multimode.html (Mac/comercial)

Ejemplos de los mensajes de NAVTEX
- http://www.frisnit.com/cgi-bin/navtex/view.cgi

- Datos: Q1756992
- Multimedia: NAVTEX / Q1756992